# 弗朗切斯科·托尔多
弗朗切斯科·托尔多（Francesco Toldo，1971年12月2日—），退役意大利足球運動員，司職守門員，退役前效力意甲班霸球會國際米蘭。

## 俱樂部生涯
托度原本是AC米蘭青年軍成員，但未曾替AC米蘭一隊上陣。之前曾效力一些低組別球會，自1993年開始效力費倫天拿，差不多達十年。2001年他以1800萬鎊轉會費加盟國際米蘭。2002年10月21日，托度在最後時刻打進一球，幫助國際米蘭主場1比1戰平祖雲達斯。2005年7月，儒利奧·塞薩爾加盟國際米蘭，托度成為球隊後備球員。2009年3月3日，托度和國際米蘭續約至2011年，這意味著他將會在國際米蘭退休。其後在2010年7月7日，托度宣布不再上陣，轉到足球學校任教練。

## 國家隊生涯
托度於1995年10月8日對陣克羅地亞時開始入選國家隊，當時因為安杰洛·佩鲁齐受傷而且比賽期間布基拿了紅牌而得到上陣機會。2000年歐洲國家盃他代替當時受傷的保方擔任意大利正選守門員，出奇地在四強賽對陣荷蘭中三救十二碼成功，帶領國家隊闖入決賽。
托度自2004年歐洲國家盃後已退出國家隊，他表示希望抽空陪伴家人，無意重返國家隊。
托度能力不差，甚至比起歐洲其他國家的守門員更為出色，但奈何保方比托度更為出眾，令他在國家隊少有上場機會。可謂最生不逢時的出色門將。